# Hatfield, South Yorkshire
Hatfield är en stad och en civil parish i Doncaster i Storbritannien. Den ligger i grevskapet South Yorkshire och riksdelen England, i den sydöstra delen av landet, 230 km norr om huvudstaden London. Orten har 13 890 invånare (2001). Parish har 17 326 invånare (2011). Byn nämndes i Domedagsboken (Domesday Book) år 1086, och kallades då Hedfeld.